# Arouna Lipschitz
Pour les articles homonymes, voir Lipschitz.
Arouna Lipschitz (née Erna Lipschitz en 1947 à Metz) est une philosophe, femme de lettres, conférencière,  productrice et  réalisatrice française et canadienne. Pour illustrer son concept-clé de nostalgie de l'ailleurs, elle prépare en 2017 un film long métrage du même nom.

## Biographie

### Famille et années de jeunesse
Née dans une famille juive hassidique, en grande partie décimée pendant la Shoah, elle naît à Metz où ses parents se sont installés après la guerre. Ses parents déménagent à Anvers, elle finit sa scolarité et passe son baccalauréat à Lille en 1966.
Elle se marie à 19 ans, son père décède quelques mois plus tard. Elle divorce et part pour Israël en juin 1967 où elle change son prénom de naissance pour celui de Tatiana, un prénom qu'elle gardera jusqu'en 1982 avant d’officialiser son prénom actuel, Arouna.

### Études de psychologie et de littérature
Elle suit des études de psychologie et de littérature française à la faculté de Tel-Aviv où elle obtient un B.A. dans les deux sections en 1971.
Elle revient en France pour poursuivre des études de lettres à l’université Paris-Nanterre. Elle obtient une maîtrise ès lettres en 1972. Elle devient assistante au département de littérature.
Après la mort de son directeur de thèse Raphael Molho, Julia Kristeva accompagne sa thèse de doctorat ès-Lettres « Style et symptôme. Une métanalyse du discours ironique contemporain ». Elle soutient sa thèse en 1979 devant un jury composé de Julia Kristeva, Tzvetan Todorov et Roland Barthes. Elle obtient les félicitations du jury à l’unanimité.

### Yoga
En même temps que ses études elle s’engage dans une formation de professeur de Yoga à l’Institut Eva Ruchpaul. Elle approfondit ses connaissances de philosophie orientale avec le Swami Venkatesananda rencontré en Israël en 1970.
Elle devient professeur de Yoga et de philosophie orientale, qu’elle enseigne dans son centre de      
yoga à Paris de 1979 à 1985.
En 1982, elle part pour Rishikesh, Inde, rejoindre le Swami Venkatesananda pour devenir Samnyâsin (renonçant)  et recevoir de lui la robe orange de Swami. Elle revient en région parisienne où elle dirige pendant quatre ans un Âshram.

### Le Canada
En 1986, elle prend conscience des limites d'une spiritualité  transcendantale, elle ôte la robe orange de swami et donne une nouvelle orientation à sa vie en émigrant à Toronto, Canada. Elle y travaille comme gérante d’un magasin de décoration de luxe.
De septembre 1998 à Février 1999, elle est chroniqueuse pour l’émission Question de Sens de Richard Cummings sur Radio Canada.
Elle commence en parallèle la rédaction d’une trilogie autobiographique dans laquelle elle pose les principes d'une « philosophie de la relation » qu'elle continue d'élaborer et de transmettre lors de conférences, d'interviews, d'émissions radio et sur son école en ligne.

## Ouvrages
Elle rentre en France en 1999 où elle publie le premier tome de sa trilogie, Dis-moi si je m’approche, d’abord à compte d’auteur aux Éditions Altess, puis en deuxième édition, avec une préface de Guy Corneau, aux Éditions Le Souffle d'or.
En 1999, elle est chroniqueuse pour l’émission Crème à Penser de Marie-Pierre Planchon sur France Inter.
En 2003 paraît le deuxième tome L’Un n’empêche pas l’autre.
Ses deux premiers livres paraissent en poche chez J’ai Lu dans la collection Aventure secrète respectivement en 2006 et 2007.
Grâce à leur succès public, le troisième tome La Voie de l’amoureux sort aux Éditions Robert Laffont en 2006.
Pour ce livre, Josy Eisenberg l’invite dans son émission « La Source de Vie », France 2 le 21 décembre 2003 et dira à son propos :
Aucun livre n'a su dépeindre l'indicible enlacement de l'amour charnel et de la quête du divin avec autant de lucidité.

Un livre de chair et de sang traversé par l'esprit.
En 2007, elle publie 52 clés pour vivre l’amour aux Éditions Dervy. Un essai, illustré par les calligraphies de Luc Templier, dans lequel elle synthétise ses concepts relationnels fondamentaux.
En 2016, elle publie 52 cartes pour vivre l’amour, un jeu initiatique pour mieux aimer aux Éditions Dervy. Une déclinaison sous la forme d’un jeu de cartes des 52 clés pour vivre l’amour.
Depuis décembre 2015, elle est chroniqueuse pour le magazine Happinez.
En 2021, elle publie Rituel d'énergie en collaboration avec Stephan Jaulin aux éditions Le lotus et l'éléphant. Cet ouvrage livre les secrets de santé et de beauté pour le corps et l'âme sous forme de 21 rituels.

## Enseignement
Elle se définit comme une « philosophe de la relation ». Depuis 1999, elle élabore et enseigne La Voie de l’Amoureux, une voie de sagesse de l’amour fondée sur le développement relationnel. Elle réfléchit à une spiritualité incarnée dans la dualité et l’altérité avec comme axes de recherche : la relation amoureuse, l'identité et l'altérité, le masculin/féminin, l'éthique et le pouvoir personnel, l' Arbre de Vie kabbaliste et un travail initiatique sur l'esprit des saisons Au Fil du Temps.
En 2010, elle crée une école de philosophie en ligne et y diffuse son enseignement sous forme de cours-vidéos.

## Cinéma et audiovisuel
En 2005, elle crée une société de production audiovisuelles V2lam Productions. Elle produit des documentaires et le premier court-métrage de Stéphane Freiss It is Miracul’house, avec Laurent Gerra. Ce court-métrage obtient de nombreux prix en festivals.
En 2014, elle passe à la réalisation avec Danser libre, un hommage à Isadora Duncan et François Malkowski.
En 2017, son premier long métrage de fiction, La Nostalgie de l'Ailleurs, est en cours de réalisation soutenu par une campagne de financement participatif lancée en janvier 2017.

### Livres
- Trilogie autobiographique
  - Dis-moi si je m’approche – Éditions Altess 1997 / Le Souffle d'or 2003  (ISBN 2 84058 235 X et 978-2290352298)
  - L’Un n’empêche pas l’autre – Le Souffle d'or 2003  (ISBN 978-2840582274 et 978-2290352649)
  - La voie de l’amoureux – Robert Laffont 2005  (ISBN 978-2221102893 et 978-2266166614)
- 52 Clés pour vivre l’amour (illustrations de Luc Templier) – Dervy 2006  (ISBN 978-2844545121)
- 52 cartes pour vivre l’amour – Un jeu initiatique pour mieux aimer – Dervy 2016  (ISBN 978-1024201260)
- Rituels d'énergie en collaboration avec Stephan Jaulin –  Le lotus et l'éléphant 2021 (ISBN 2017149810)
- Arouna Lipschitz, Aimer, ça s'apprend ! : 7 chemins de développement relationnel, HarperCollins, 7 février 2024, 200 p. (ISBN 979-1033916154)

### Essais
- Quand tu ne sauras plus où aller, souviens-toi d’où tu viens (dans 52 méditations pour vivre – Luc Templier, Dervy 2005)
- Aimer c’est veiller sur la solitude de l’autre sans prétendre la combler (dans 52 méditations pour vivre – Luc Templier, Dervy 2005)
- La voie de l’amoureux (Enquête au cœur de l’être) Question de n°130 Albin Michel 2005
- Le verbe au féminin, une lecture kabaliste du Cantique des cantiques (dans Quand les femmes lisent la Bible – In Press 2007)
- ...et il les créa mâle et femelle (dans Femme et judaïsme aujourd’hui – In Press 2008)
- La relation du masculin féminin (dans Artisans du devenir) Pearson Education France 2011
- L’altérité dans tous ses états... épistémologiques (Identité, altérité et réciprocité) – Tome I - Les éditions Ibuntu 2013
- L’identité dans tous ses états (Identité, altérité et réciprocité) Tome 2 – Editions Point d’appui 2015
- La géographie des corps – Sept corps - Sept champs énergétiques – V2lam Éditions 2016  (ISBN 979-1094287002)

## Radios et TV
- Questions de sens, Radio Canada, n°1 à 10, avec Richard Cummings, du 27 septembre 1998 au 14 février 1999.
- Crèmes à penser, France inter, chronique quotidienne dans l’émission de Marie-Pierre Planchon, 1er au 31 août 1999.
- La Source de vie, France 2, Josy Eisenberg, 21 décembre 2003.
- Les vivants et les dieux, France culture, Michel Cazenave, 28 octobre 2003 et 1er avril 2006.
- Vol de nuit, TF1, Patrick Poivre d'Arvor, 28 février 2006.
- Parler d'amour, France inter, Marie-Pierre Planchon, plusieurs émissions de juillet 2006 à août 2009.
- Les racines du ciel, France culture, Frédéric Lenoir, 10 juin 2012.
- Partir avec, France inter, Marie-Pierre Planchon, 13 et 20 février 2012.
- La nuit est à vous, France inter, Noëlle Bréham, 27 janvier 2016.
- La route du soi, France inter, Marie-Pierre Planchon, 17 juillet 2016.
- Lahaie, l'amour et vous, RMC, Brigitte Lahaie, plusieurs émissions de mai 2003 à mars 2016.